# Balant-Ganja jezici
Balant-Ganja jezici (privatni kod: bgan)), jedna od tri glavne grane bakskih jezika koju čine zajedno s jezicima jola (10) jezika, i manjaku-papel (3) jezika. 
Ime dobiva po jeziku balanta-ganja [bjt] iz Senegala s 82.800 govornika (2006). Drugi jezik je balanta-kentohe [ble] iz Gvineje Bisau s 397.000 govornika (2006), i Gambiji, ukupno 423.000.

## Vanjske poveznice
- Ethnologue (14th)
- Ethnologue (15th)